# Янбаєва Гульфія Гареївна
Гульфія Гареївна Янбаєва (башк. Янбаева Гөлфиә Гәрәй ҡыҙы) (нар. 16.10.1953, с. Канакаєво Макарівського району Башкирської АРСР) — башкирська журналістка, громадський діяч. Член Спілки журналістів Республіки Башкортостан (1981).

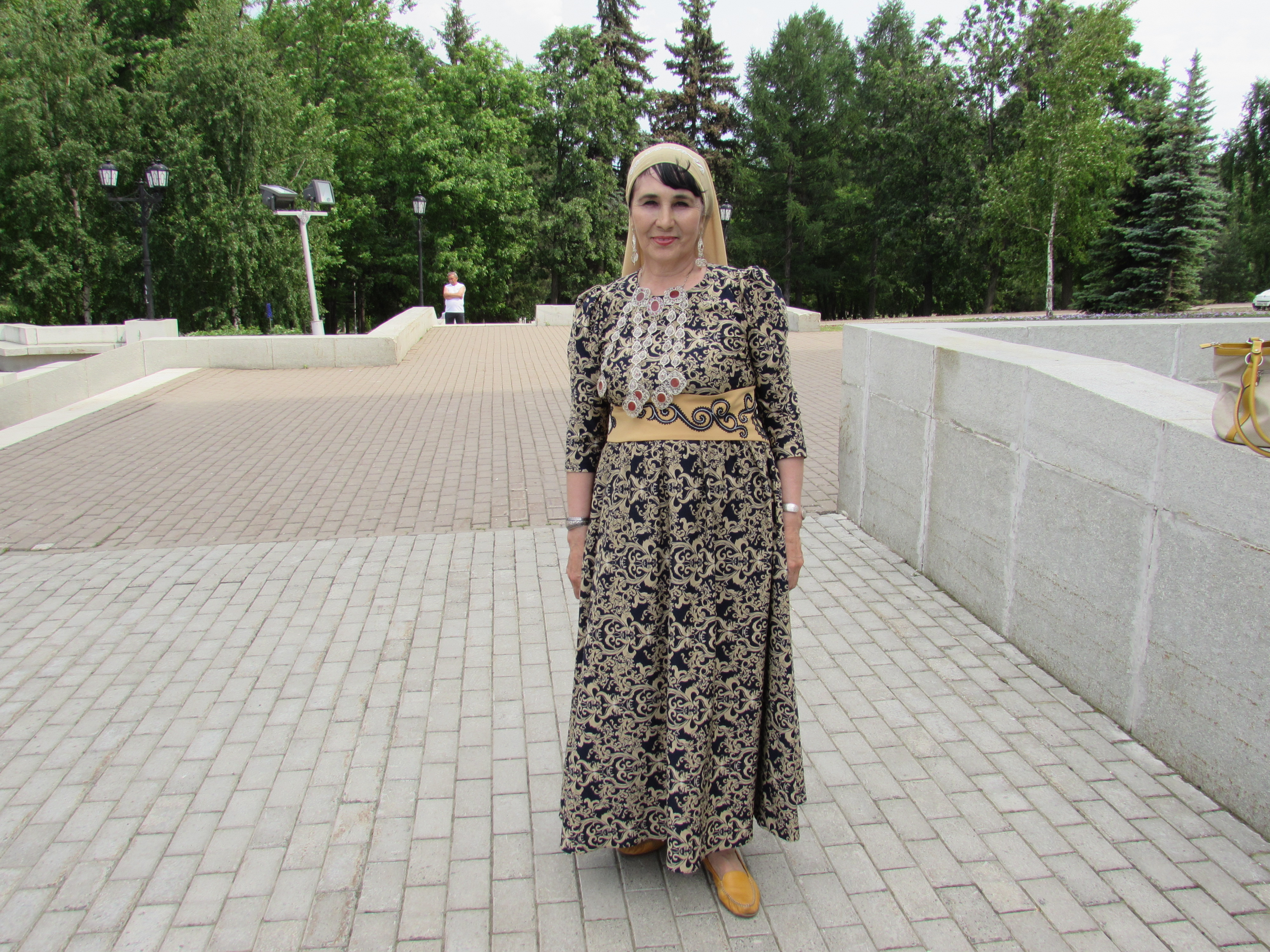
29 мая 2016, Уфа, праздник башкирского национального костюма

Засновник (2002) і беззмінний керівник (з листопада 2002) щотижневої міської газети башкирською мовою «Киске Өфө» (Уфа).

## Біографія
Янбаєва Гульфія Гареївна народилася 16 жовтня 1953 року в селі Канакаєво Макарівського району Башкирської АРСР (нині Ішимбай район Башкортостану).
У 1977 році закінчила Башкирський державний університет.
З 1976 року є співробітником журналу «Башкортостан кызы». З 1980 року працює журналістом газети «Радянська Башкирія», в 1995-1998 роках і з лютого по жовтень 2002 року обіймала посаду завідувача відділом газети «Башкортостан».
З листопада 2002 року є головним редактором щотижневої міської газети башкирською мовою «Киска Өфө».
Заступник голови Всесвітнього курултаю (конгресу) башкирів, керівник громадського руху «Ағинәй».

## Творча діяльність
Гульфія Янбаєва є автором книги «Йөрәккә уйылған ғәм» («Серце повно співчуття»), що вийшла в 2006 році. За цю книгу удостоєна премії Уряду Республіки Башкортостан ім. Шагіта Худайбердина (2006).

## Нагороди та звання
- Заслужений працівник культури Республіки Башкортостан (1997)
- Лауреат премії імені Ш. Худайбердина (2006)
- Відзнака «За самовіддану працю в Республіці Башкортостан» (2012)[4]